# Alviri-Vidari
Alviri-Vidari (Tati: الویری-ویدری) ist ein Dialekt von Tati, der im Iran in der Nähe von der Stadt Saveh in der Provinz Markazi gesprochen wird. Alvir und Vidar sind die Dörfer der Mehrheit, der diesen Dialekt spricht. Daher stammt auch der Name des Dialektes.